# Perepilkine
Perepilkine (en (ucraïnès): Перепілкине, en rus: Перепёлкино, Perepiólkino) és un poble de la República Autònoma de Crimea a Ucraïna, que el 2014 tenia 461 habitants. Pertany al districte rural de Djankoi. Fins al 1948 la vila es deia kambar Vakuf.